# I Feel Everything
I Feel Everything ist ein Lied von Cara Delevingne und Pharrell Williams, das Delevingne für den Film Valerian – Die Stadt der tausend Planeten von Luc Besson sang und das im Juli 2017 veröffentlicht wurde. Das Lied ist zudem auf dem Soundtrack zum Film enthalten.

## Hintergrund

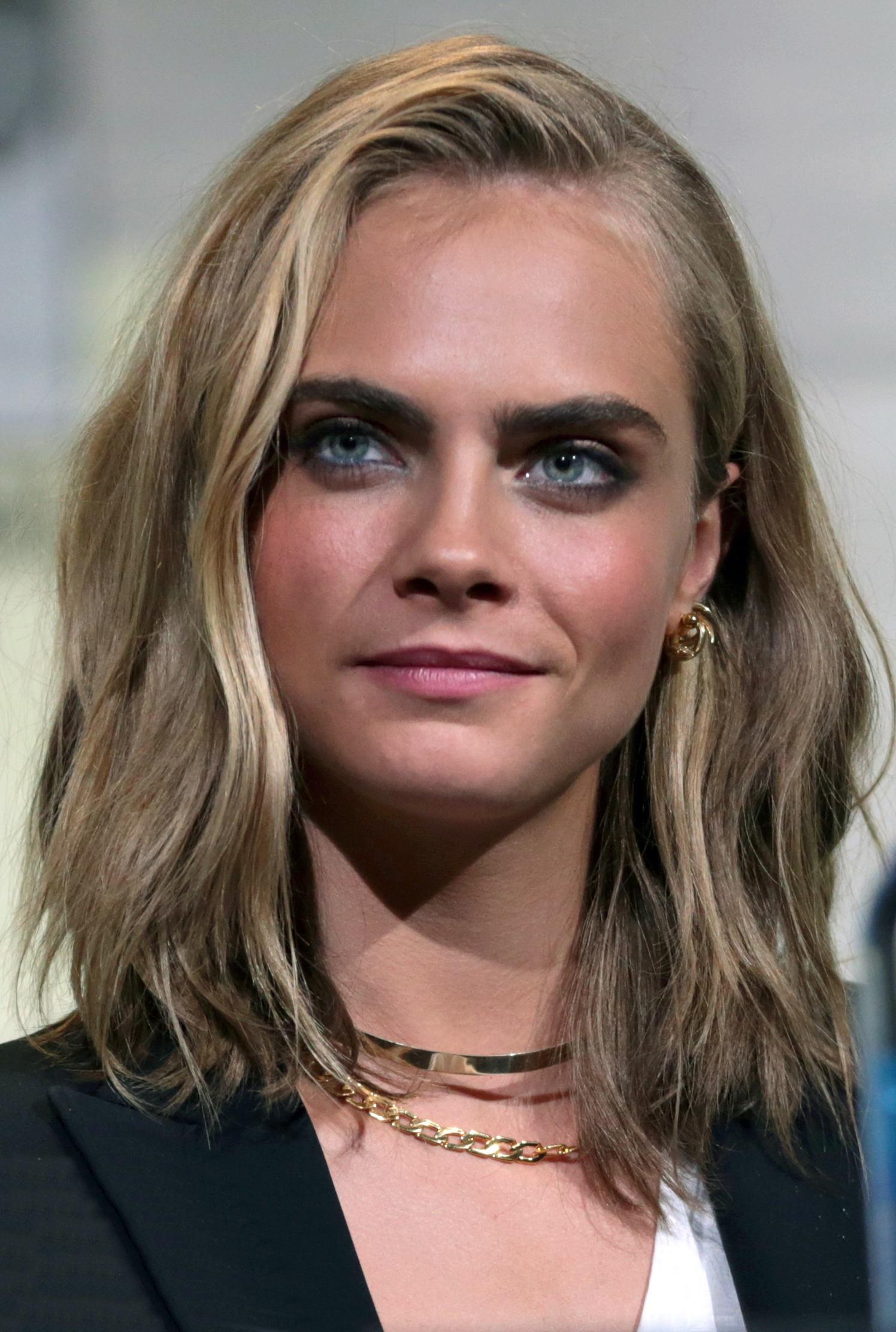
Schauspielerin Cara Delevingne gab mit dem Song ihr Debüt als Sängerin

Der Song I Feel Everything wurde im Juli 2017 aus dem Soundtrack ausgekoppelt und gleichzeitig als Single und als Musikvideo veröffentlicht. Das Lied entstand in Zusammenarbeit mit Pharrell Williams, der die Single auch produzierte. Alissia Lehle von Elle beschreibt das Ergebnis als eine Mischung aus Soul und Sprechgesang. Für das Musikvideo nahm Delevingne die Hilfe von Regisseur Luc Besson in Anspruch, mit dem sie bereits beim Dreh des Kinofilms zusammengearbeitet hatte. Im Video zeigt sie sich in einem schwarzen Hosenanzug gekleidet, sowohl brünett, blond als auch rothaarig.
Gegenüber USA Today sagte Delevingne zu dem Umstand, dass ihr Name auf dem Soundtrack zum Film Valerian – Die Stadt der tausend Planeten nach David Bowie und vor Bob Marley zu lesen ist: „Ich kann gar nicht beschreiben, wie ich mich gefreut habe, als ich die Platte sah. Zwischen den beiden zu stehen, ich konnte kaum glauben, dass das wahr ist.“ Delevingne erklärte zudem, der Song sei von dem Gefühl inspiriert, wenn man sich verliebt hat, man verletzlich ist und alles zum ersten Mal fühlt: „Wir alle brauchen Liebe, und Liebe kann einem den Tag retten.“ Delevingne gab mit dem Song ihr Debüt als Sängerin.

## Rezeption
Sam Reed von The Hollywood Reporter meint zu Delevingnes Gesangsdebüt, diese präsentiere die beschwingte Melodie in einer Weise, die erfrischend klinge, so als sei sie ohne nachträgliche, digitale Tonhöhenkorrekturen ausgekommen.
Sophie Hase von Woman meint, das Lied habe nicht nur das Zeug zum Hit, sondern beweise auch, dass Delevingnes fantastisch singen kann.